# 蒂姆·許爾斯卡普
蒂姆·許爾斯卡普（英語：Tim Huelskamp；1968年11月11日—）是美国的一位政治人物。他自2011年開始擔任堪薩斯州第1選區的聯邦眾議員。他的黨籍是共和黨。在當選國會議員之前，許爾斯卡普曾是堪萨斯州参议院的議員。